# 12387 Tomokofujiwara
12387 Tomokofujiwara (tên chỉ định: 1994 UT11) là một tiểu hành tinh vành đai chính. Nó được phát hiện bởi Kin Endate và Kazuro Watanabe ở Đài thiên văn Kitami ở Hokkaidō, Nhật Bản, ngày 28 tháng 10 năm 1994. Nó được đặt theo tên Tomoko Fujiwara, an assistant professor of astronomy ở Kyushu University.